# Nätter i spanska trädgårdar
Nätter i spanska trädgårdar (Noches en los Jardines de España), tre nocturner för piano och orkester av Manuel de Falla. Falla började komponera verket för enbart piano men pianisten Ricardo Viñes föreslog att Falla istället gjorde om kompositionen till ett verk för piano och orkester. 1915 var verket klart och tillägnades Viñes. 9 april 1916 uruppfördes verket på Teatro Real i Madrid. 1921 var Falla solist när verket framfördes i London.
Verket skildrar tre trädgårdar:
- En el Generalife: I trädgårdarna vid Generalife, det lilla lustslottet, som ligger intill Alhambra i Granada. Stycket är en slags serenad i impressionistisk stil.
- Danza lejana: En obestämd trädgård i vilken det dansas.
- En las Sierras de Cordoba: Trädgårdarna på dalsidorna vid Cordoba[1]